# كرم (اسم)
كرم هو اسم علم شخصي مذكر عربي، معنى اسمه هو الفضل أو السخاء، ويعتبر من أكثر الأسماء المنتشرة في العالم العربي.

## الشخصيات
- كرم جابر مصارع مصري
- كرم جبر صحفي مصري
- كرم بولوت لاعب كرة قدم أسترالي من أصل تركي
- كرم حسين مصور وصحفي عراقي
- كرم مطاوع ممثل مصري